# 偽薬

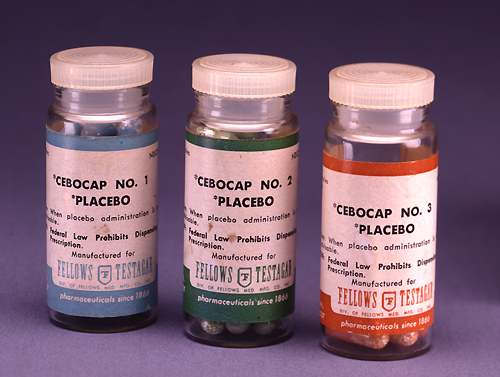
処方に使われる偽薬

偽薬（ぎやく、英語: placebo）は、本物の薬のように見える外見をしているが、薬として効く成分は入っていない、偽物の薬の事である。成分として少量ではヒトに対してほとんど薬理的影響のないブドウ糖や乳糖が使われることが多い。
プラシーボ、プラセボともいう。医学・薬学ではプラセボと呼ぶことが多い。ただしプラセボとは、広義には治療手段として、本物の治療のように見せて実質上の治療の機序が含まれないものを指し、「薬」に限定されない。例えば、プラセボ手術（placebo surgery）がある。
偽薬は、偽薬効果（プラセボ効果）を期待して処方されることもあるが、本物の薬の治療効果を実験的に明らかにするため、比較対照試験（対照実験）で利用されることが多い（その代表としては二重盲検法がある）。不眠などの不定愁訴を訴える患者に対し、睡眠薬を継続して処方することが危険と判断される場合、ビタミン剤を睡眠薬と偽って処方することがあるが、WHOはこのような事を行わないよう勧告している。
薬効成分を全く含まない不活性プラセボと、薬効成分や副作用を含む活性プラセボがある。偽薬を処方することに対する倫理的な批判もあるため、現在の治験における比較対照試験では、通常、類似薬効薬が用いられる。

## 偽薬効果
偽薬効果（ぎやくこうか）、プラシーボ効果（placebo effect）、プラセボ効果とは、偽薬を処方しても、薬だと信じ込む事によって何らかの改善がみられることを言う（例：ただのキャンディを酔い止めと思い込ませて舐めさせると酔いがおさまる）。この改善は自覚症状に留まらず、客観的に測定可能な状態の改善として現われることもある。原病やその症状自体の改善というよりは、「薬を飲んでいる」事による精神的な安心感の方が目的となる事もあり、このような単なる安楽は通常偽薬効果には含まれないが、その区別が難しいこともある。
1955年にヘンリー・ビーチャーが研究報告をして、広く知られるようになった。近年、喘息患者を対象にした研究で、偽薬や偽の鍼治療などをしても何ら病状（最大呼気流速）は改善されないが、主観的な呼吸苦は西洋医学的な吸入薬（アルブテロール）と同等の改善が見られた（無論、それは良くなった「気がする」だけであって病気自体は何ら改善してはいない）。これにより、偽薬だけでなく「無介入群」を設定することの必要性も提唱されている。
偽薬効果が存在する可能性は広く知られている。特に痛みや下痢、不眠などの症状に対しては、偽薬にもかなりの効果があるとも言われており、治療法のない患者や、副作用などの問題のある患者に対して安息をもたらすために、本人や家族の同意を前提として、時に処方されることがある。医師法にも、暗示的効果を期待し、処方箋を発行することがその暗示的効果の妨げになる場合に、処方箋を交付する義務がない事が規定されている。
多くの場合、重要で意味のある偽薬効果を得るために欺瞞や隠蔽は必要ない。偽薬であることがわかっていても、偽薬は機能する。

### 疑問視する意見
一方で、偽薬に一定の効果があるかどうかについては、疑問視する意見も常にある。2001年にNew England Journal of Medicineに掲載されたHrobjartssonらの論文は、治療手段としての偽薬の効果が限られていると主張し、反響を呼んだ。この論文で著者らは、過去に行われた偽薬と無治療との比較試験100編以上の論文をレビューして、痛みの症状は偽薬によって若干改善されるが、それ以外では、偽薬が自覚症状や他覚症状を改善する証拠はなかったと述べている。
「偽薬効果は客観的にも有意な改善が見られ、積極的に用いて良い治療法である」「客観的な改善はなくても自覚的・精神的な安息が得られるから認められるべきである」という肯定的な意見がある一方で、「偽薬には一切症状を改善する効果はない」「いずれにせよ、いかなる場合も倫理的に認められない治療法である」など、様々な意見が対立している。2006年現在、少なくとも標準的な治療法とはなり得ていない状況といえる。
デンマークで行われたある調査では臨床医のうち、30%が偽薬効果による客観的な症状の改善を信じており、86%が最低1度偽薬を使った事があり、46%が倫理的に偽薬の使用を認めると考えていた。

## 反偽薬効果・ノセボ効果
薬の臨床試験における偽薬の役割は、非常に重要である。薬を飲んで治療効果があったとしても、それが偽薬効果によるものなのか、本当の薬理作用によるものなのかを区別する必要がある。治療効果を調べる際には、被験者の同意の下、できるだけ偽薬を用いた比較実験を行うことが、学問上の研究の信頼性を得るためには必要とされている。
特に偽薬によって、望まない副作用（有害作用）が現われることを、反偽薬効果（はんぎやくこうか）、ノーシーボ効果（nocebo effect）、ノセボ効果という。副作用があると信じ込む事によって、その副作用がより強く出現するのではないかと言われている。
また一方、薬剤投与を継続していても被験者が「投与されていない」または「この薬は効かない」と思い込むことによって薬剤の効果がなくなるケースをノセボ効果と呼ぶこともある。

## 臨床試験における偽薬効果
根拠に基づく医療の考え方に根ざし、新薬や治療法の効果を検討するために二重盲検法による評価が行われる。その際、患者は薬剤を投与されるグループと偽薬を投与されるグループにランダムに振り分けられる。このとき偽薬とは、単なる「薬剤を投与されているという心理効果のバイアス」のみを検討するためでなく、「治療中の偶然の治癒や生活習慣、他の治療法の影響」といった未知の要素による変化も考慮して投与される。
偽医療の業者などは、自分達の薬や施術が確実性の高いものであると信じ込ませるために、偽薬効果を単なる心理的効果ととらえ、「効果を絶対に信じない人や認知できない動物、幼児などにも効果があったため、これは偽薬効果ではない」といったロジックを用いることがある。